# 발기
발기(한국 한자: 勃起, 영어: erection)는 음경이나 음핵, 유두가 자극에 반응하여 커지거나 딱딱해지는 생물학적 현상을 일컫는다. 발기 현상은 심리, 신경, 혈관, 호르몬 요소의 복합된 상호작용으로 타나며, 보통 성적 각성과 관련이 있다.

## 음경 발기
음경은 음경해면체에 평소보다 더 많은 양의 혈액이 유입되면서 발기한다. 발기를 하는 데엔 여러 가지 생리적 자극(성적 자극 또는 성적 수치심)이 작용한다. 요도해면체는 음경해면체 바로 밑에 있는 관으로, 안에 오줌과 정액이 지나는 요도가 있다. 이곳에도 혈액이 유입되는데 음경해면체보다는 적다. 이렇듯 인간의 발기는 음경 안쪽의 음경해면체에 피가 모여, 혈액을 배출하는 정맥이 조절되어 내부압이 상승하면서 이를 유지하지만, 짐승에 따라서는 음경뼈라고 하는 뼈가 있어, 이 뼈가 근육의 기능을 하면서 음경을 활짝 펴기도 한다. 성교나 자위 중에 남성이 사정하게 되면, 보통 해면체에 유입되어 발기유지를 위해 차단되어 해면체에 집중되었던 혈액이 신체로 순환되며 발기종료가 된다.
방광이 가득 차서 음경이 발기할 수도 있다. 어떤 남성의 경우 성적자극과 연관없이 발기하기도 하며, 렘 수면 상태에서 야간 음경 팽대(nocturnal penile tumescence)가 이루어지기도 한다.
발기되면 음경이 팽창하여 커지고 딱딱해져서 깊게 삽입하여 마찰을 강하게 하는 교접을 할 수 있게 된다. 발기시 음낭이 팽팽해지기도 한다. 모든 성 행위에 발기가 필요한 것은 아니다.
음경이 발기할 때에 강한 충격을 받으면 내부의 압력을 지지하는 백막이 찢어지는 경우가 있다. 이것을 음경 골절(음경절증)이라고 한다. 대부분 자위나 성교시에 갑자기 음경을 접어 구부리거나 무리한 압력을 가해서 발생하며 골절과는 달리 뼈가 손상되는 것은 아니지만, 백막이 찢어지는 순간은 딱하고 접히는 소리가 나는 경우도 있다고 한다. 이 경우는 외과 수술을 받지 않으면 발기 장애 등의 원인이 된다.

### 자동 조절
물리적인 자극은 자율신경계의 부교감신경에 작용하여 음경의 발기가 이루어진다. 부교감신경은 천골신경총에서 발기 조직에 혈액을 공급하는 동맥까지 이어져서, 자극이 오면 이 신경은 해당 동맥의 혈관을 확장시키는 일산화질소를 방출한다. 혈관이 팽창하면서 음경해면체와 요도해면체에 평소보다 더 많은 량의 혈액이 유입된다. 부교감신경에 자극이 끊어지면 발기는 가라앉을 수 있다. 자율신경계의 교감신경의 기준 자극에 이르면 음경 동맥은 수축하여, 발기 조직에서 혈액이 빠져나간다.
대뇌피질은 직접 물리적인 자극이 없을 때도 시각, 청각, 후각, 상상, 촉각 자극에 반응하여 척수의 요추(lumbar)와 천골(sacral) 부분의 발기 중심부(erectile center)를 통해 발기를 일으킬 수 있다. 대뇌피질은 물리적인 자극이 있을 때 심리, 환경, 감정의 요인의 요인과 마찬가지로 발기를 자율적으로 제한할 수도 있다.

### 모양과 크기
발기한 음경은 45~90도 사이의 음경 직선 관의 각도에서 상하좌우 방향과 만곡에 이르기까지 다양한 형상변이와 평소와는 다른 각도를 보이기도 한다. 발기할 때 길이에는, 개인차가 있지만 독일인 연구자의 통계에 의하면 평균으로 13.6 센티미터이다. 다만, 평균보다 발기한 음경의 길이가 작아도 여성의 질의 깊이는 7~10 센티미터 정도이므로, 이 정도 있으면 생식 행위로서의 성행위에는 지장이 없다. 각도의 경우, 발기할 때의 음경은 딱딱해지면서 근이완적 대칭을 이루지 못해 방향이 위로 향하며 각도가 휘기도하지만 매우 심한 경우를 제외하고는 성교에 어려움이 없다. 일반적으로 젊을 때는 각도가 급한 상태에서 발기가 되지만, 나이가 듦에 따라 각도가 완만해지는 경향이 있다. 각도는 딱딱함과 비례하며, 딱딱하게 발기하는 만큼 각도는 올라가게 된다. 페이로니병(Peyronie's disease) 때문에 음경 만곡이 커질 수도 있다. 이것은 환자에게 발기부전이나 발기시 고통 등 심리적 육체적 효과를 일으킨다. 치료법으로는 약물 치료(비타민 E 등)나 음경근 운동, 최후의 수단으로는 수술이 있다.
일반적으로 발기한 음경 크기는 사춘기 이후에 변하지 않는다. 음경 확대는 논란거리이지만 수술로 음경 크기를 늘릴 수 있으며,, 한 연구에 따르면 대부분의 남성들은 수술 결과에 만족하지 않는다고 한다.
| 각도 (°) | 인구 비율 (%) |
| -------- | ------------- |
| 0–30     | 5             |
| 30–60    | 30            |
| 60–85    | 30            |
| 85–95    | 10            |
| 95–120   | 20            |
| 120–180  | 5             |

### 가성 포경
평상시 귀두에 포피가 감싸고 있어도, 발기에 의해 포피가 반전해 귀두가 드러나는 것을 가성 포경이라고 부르지만, 성행위상에는 문제가 없다.

## 음핵 발기
음핵 발기는 여성의 성환기이다. 음핵은 해부학상 남성의 음경에 해당하며, 남성 음경 발기의 생리적 매커니즘과 동일하다. 음핵의 상당 부분은 체내에 있으며 크기가 작기 때문에 발기해도 그리 눈에 띄지 않는 편이다.

## 유두 발기
유두 발기는 세 가지 종류의 반응으로 생긴다. 우선 여성이 모유 수유를 할 때 일어난다. 이것은 남녀 모두에게서 나타나는 초기 성적 반응인데, 둘다 옥시토신의 분비 때문이다. 또 유두 발기는 남녀 모두에게서 추운 온도에 촉각적으로 반응해서 일어난다. 유두 발기는 발기 조직(erectile tissue)과는 무관하며, 자율신경계의 통제를 받는 민무늬근이 수축하기 때문이다.

## 발기 보조도구
충분히 발기하지 않게 되었을 때 또는 발기를 유지하는 것이 곤란하게 되었을 때에 사용하는 발기 보조 도구가 있다.

### 콕링
콕링은 음경을 단단히 조여 생리적 연관작용에 관계없이 유입된 혈액을 잡아가두어 팽창한 채로 그 상태를 유지하기 위한 도구이다. 유연성이 있는 일레스터머로 만들어져 있어서 간단한 구조의 콕 링은 약국에서 판매되기도 한다.

### 발기 보조 펌프
유리나 플라스틱 등으로 만들어진 원통에 음경을 맞추어 넣어 위치한 후, 진공펌프로 원통 안의 공기를 뽑아내어 음경에 부압을 걸어 혈류의 유입 증가를 일으켜 발기시키는 도구이다. 발기 후의 음경에는 콕 밴드 (Cock band)를 장착해 발기를 유지시킨다.

## 사람이 아닌 동물의 경우

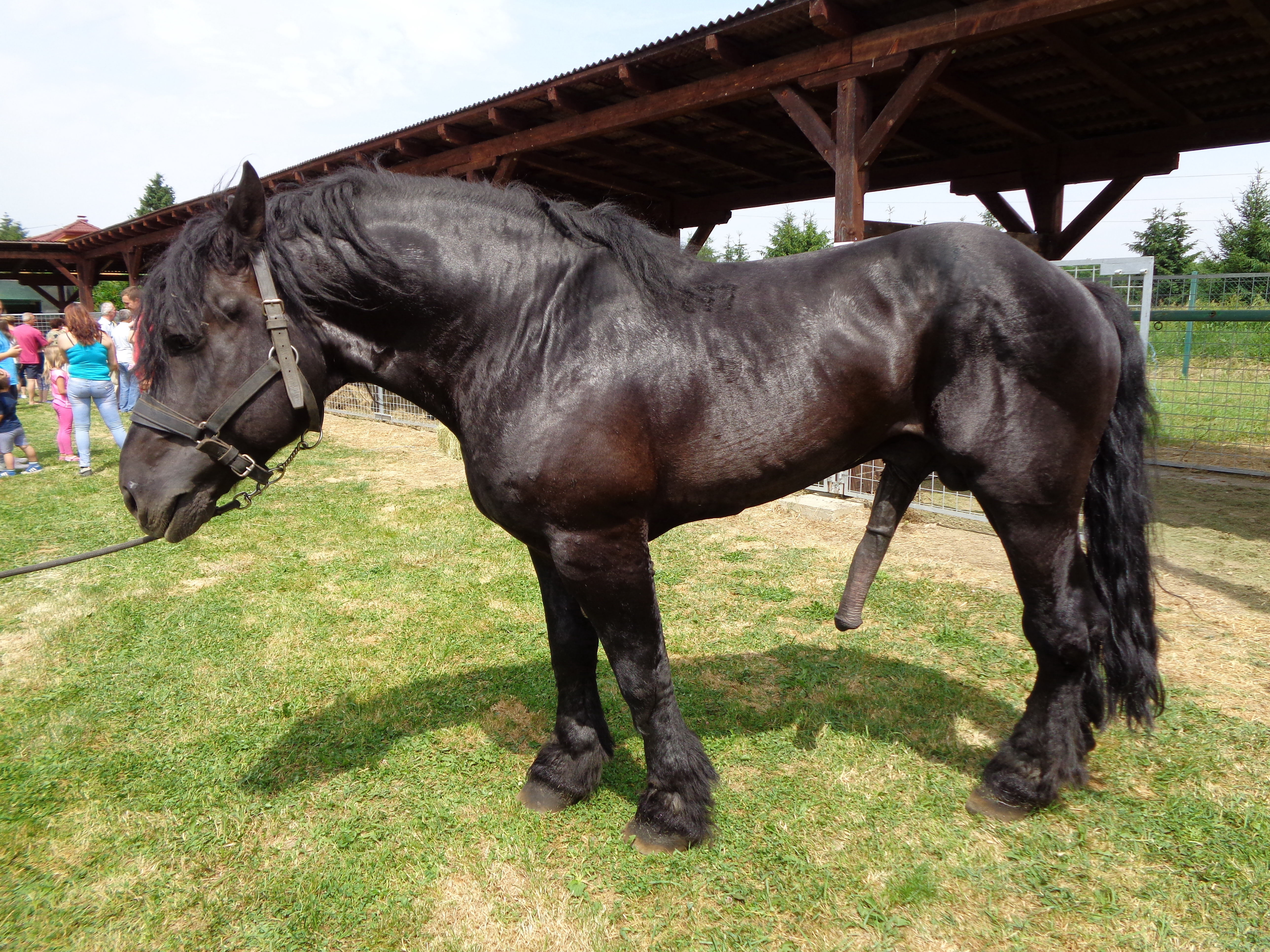
발기된 말의 음경

삽입 시 음경은 발기하지 않고 대부분의 유태반류의 특징인 음경골이라는 좁은 뼈를 포함하고 있기 때문에 암컷에만 삽입할 수 있다. 수컷이 삽입에 성공한 후에는 암컷을 더 꽉 잡고 더 빠르게 밀치는 경우가 많은데, 이때 수컷의 음경이 확장된다. 일반적으로 남성의 음경이 여성에 들어가기 전에 발기되는 인간의 성교와는 달리, 이같은 경우에는 수컷이 먼저 암컷에 음경을 삽입한 후 음경이 부풀어 올라 발기되는 과정이다.
황소의 음경에는 발기 조직이 적기 때문에 발기 후 확대가 거의 없다. 음경은 발기되지 않은 상태에서는 매우 단단하며, 발기 중에는 더욱 단단해진다. 돌출은 발기에 큰 영향을 받지 않지만, 수축기 음경근의 이완과 구불구불한 굴곡의 교정에 더 많은 영향을 받는다.
수컷 포사의 성기는 발기 시 앞다리 사이까지 닿는다.

## 같이 보기
- 자위행위
- 발기부전